# 純粋理性批判

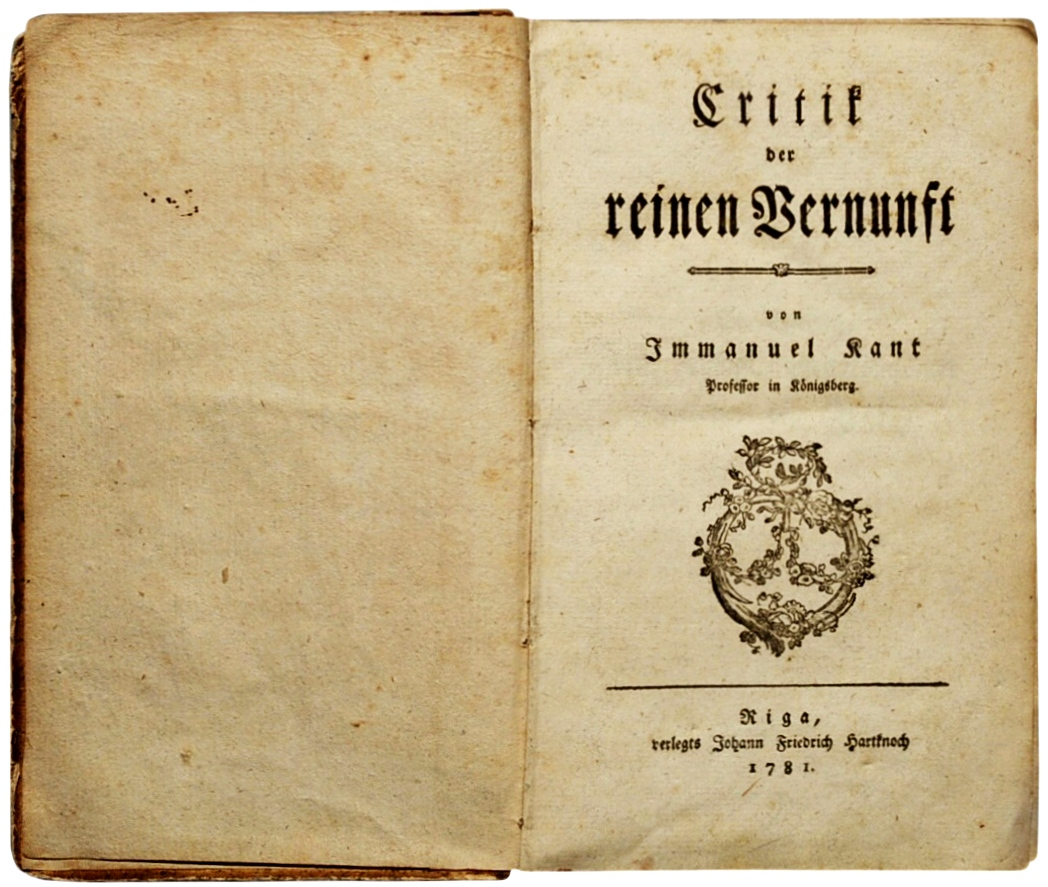

『純粋理性批判』（じゅんすいりせいひはん、独: Kritik der reinen Vernunft) は、ドイツの哲学者イマヌエル・カントの主著である。1781年に第一版が、1787年には大幅に手を加えられた第二版が出版された（一般に前者をA版、後者をB版と称する）。カントの三大批判の一つで、1788年刊の『実践理性批判』（第二批判）、1790年刊の『判断力批判』（第三批判）に対して、第一批判とも呼ばれる。人間理性の抱える諸問題についての古典的名著であり、ライプニッツなどの存在論的形而上学と、ヒュームの認識論的懐疑論の両方を継承し、かつ批判的に乗り越えた、西洋哲学史上最も重要な書物のひとつである。

## 概論
『純粋理性批判』は、理性認識の能力とその適用の妥当性を、「理性の法廷」において、理性自身が審理し批判する構造を持っている。したがって、それは、哲学（形而上学）に先立ち、理性の妥当な使用の範囲を定める哲学の予備学であるとカントは言う。
カントは、理性 (Vernunft) がそれ独自の原理 (Prinzip) に従って事物 (Sache, Ding) を認識すると考える。しかし、この原理は、経験に先立って理性に与えられる内在的なものである。そのため、理性自身は、その起源を示すことができないだけでなく、この原則を逸脱して、自らの能力を行使することもできない。換言すれば、経験は経験以上のことを知りえず、原理は原理に含まれること以上を知りえない。カントは、理性が関連する原則の起源を、経験に先立つアプリオリな認識として、経験に基づかずに成立し、かつ経験へのアプリオリな制約である、超越論的 (transzendental) な認識形式に求め、それによって認識理性 (theoretische Vernunft) の原理を明らかにすることに努める。
初学者向けの解説： すなわち「認識する」（主体側）とされる理性そのものは、理性からは認識できる範囲外にあることを原点とした。「コペルニクス的転回」を見せたのである。

### 人間的認識能力とその制約
伝統的な懐疑論は、認識の内容が人間の精神に由来することから、外界との対応を（不在ではないかと）疑い、それを以て認識そのものの成立の妥当性を否定した。しかし、カントは、こうした認識の非実在性と非妥当性への疑問に対して、次のように答える。すなわち、経験の可能性の条件である超越論的制約は、すべての人間理性に共通なものである。したがって、その制約の下にある認識は、すべての人間にとって妥当なものである。
ここでカントは、認識の制約以前にある「物自体」 (Ding an sich) と経験の対象である「物」 (Ding) との間を区別する。「物自体」は、理性を触発し (affizieren)、感性 (Sinnlichkeit) と悟性 (Verstand) にはたらきかける。そして、それによって人間理性 (menschliche Vernunft) は、直観 (Anschauung) と 概念 (Begriff) とを通じて、超越論的制約である空間と時間という二つの純粋直観 (reine Anschauungen)、および12の範疇 (Kategorie) すなわち純粋悟性概念 (reine Verstandbegriffe) の下に、自らの経験の対象として物を与える。
しかし、これは一方で、人間理性はわれわれの認識能力 (unser Erkenntnisvermoegen) を超えるものに認識能力を適用することができない、ということを意味する。すべての人間的認識は、超越論的制約の下に置かれている。したがって、伝統的に考えられてきた直接知や知的直観の可能性は、否定される。神やイデア（理念）といった超越は、人間理性にとって認識可能であるとした。そして、このような伝統的な形而上学とは対照的に、カントは、認識の対象を、感覚に与えられうるものにのみ限定する。すなわち、人間理性はただ感性に与えられるものを直観し、これに純粋悟性概念を適用するにとどまるのである。
感性と悟性とは異なる能力である。そして、これらを媒介するものは、構想力 (Einbildungskraft) の産出する図式 (Schema) である。また、感性の多様 (Mannigfaltigkeit der Sinnlichkeit) は統覚 (Apperzeption) 、すなわち「我思う」（Ich denke: つまりデカルトのコギト）によって統一されている。しかし、理性には、自分の認識を拡大し、物自体ないし存在を把握しようとする形而上学への本性的素質 (Naturanlage zur Metaphisik) がある。このため、認識理性は、ほんらい悟性概念の適用されえない超感性的概念・理性概念をも知ろうと欲し、それらにも範疇を適用しようとする。しかし、カントは、認識の拡大へのこの欲求を理性の僭越として批判し、認識 (erkennen) されえないものはただ思惟する (denken) ことのみが可能であるとする。そのような理性概念として、神、魂の不滅、自由が挙げられる。

### アンチノミー（二律背反）
理性概念・理念 (Idee) は、人間の認識能力を超えている。したがって、理念を認識し述語づけようとする試みは、失敗に終わらざるをえない。カントは、そのような悟性の限界を、4対の二律背反 (Antinomie) する二命題の組み合わせによって示す。
こうした命題は、反対の内容をもちながら、悟性概念の使用の仕方として適切ではないため、どちらも真である、あるいは、どちらも偽であるという結果に終わる。カントは、このような二命題間の矛盾を、論理的背反としてではなく、たんに悟性概念の適用を誤った、成り立たないものについての言述であることに帰せしめる。こうした二律背反命題としては事物の必然性と自由についての背反命題（第三アンチノミー）が挙げられる。これは、キリスト教において予定との関連で伝統的にしばしば問題にされた問いである。しかし、カントにおいては、因果性・必然性という純粋悟性概念を理性概念である自由に適用するがために、矛盾を来たすように見えるのであり、経験においては必然性が、それを超え出ている人間理性においては自由が成り立つということは、カントの批判の体系内では、双方ともに真なのである。
こうした理性概念と人間理性の問題は、『純粋理性批判』の中では必ずしも十分に展開されず、『実践理性批判』で展開されることになる。

## 構成
主な構成は以下の通り。
- 超越論的（先験的）原理論
  - 超越論的（先験的）感性論
    - 空間について
    - 時間について

  - 超越論的（先験的）論理学
    - 超越論的（先験的）分析論
      - 概念の分析論
      - 原則の分析論

    - 超越論的（先験的）弁証論
      - 純粋理性の概念について
      - 純粋理性の弁証的推理について
        - 純粋理性の誤謬推理について
        - 純粋理性のアンチノミー（二律背反）
        - 純粋理性の理想
- 超越論的（先験的）方法論
  - 純粋理性の訓練
  - 純粋理性の基準
  - 純粋理性の建築術
  - 純粋理性の歴史

## 内容

### 超越論的主要問題
認識は時間的には経験とともに始まる。とはいえ、あらゆる認識が経験から発現するのではない（第二版B1）。「すべての物体は延長している」という判断では、述語が主語のうちに含まれている。この種の判断は分析的判断と呼ばれる。これに対し「すべての物体は重い」という判断では、述語が主語においては考えられていない。この種の判断は総合的判断と呼ばれる。経験的あるいは後天的判断は、何が存在するか、いかに存在するかを告げるのみであり、それ以外であってはならぬという必然性をもつ先天的判断とは異なる。分析的判断はすべて先天的であり、総合的判断は通例後天的である。にもかかわらず数学および自然科学においてはすでに現実的である先天的かつ総合的な判断は、いかにして可能かという問題を立てることができ、先天的認識に関してのこの批判は超越論的（対象一般をわれわれが認識する仕方に関するすべての認識 (B67) ）と呼ばれる。
いかにして先天的総合判断は可能か、あるいは学としての形而上学は可能かという超越論的主要問題は以下の4つに分かたれる。
1. いかにして純粋数学は可能か（感性論）
2. いかにして純粋自然科学は可能か（分析論）
3. いかにして素質としての形而上学は可能か（弁証論）
4. いかにして学としての形而上学は可能か（方法論）

### 超越論的感性論
時間および空間（以下時空）は直観の先天的形式である。外的現象に適用される空間は、外的印象を並列的に受け取る外的直観の先天的形式である。これに対し一切の現象に適用される時間は、内的状態を継時的に受け取る内的直観の先天的形式である。ここでいう時空は概念でなく直観である。すなわち個々の時空と唯一の時空とは、個別者と概念との関係でなく部分と全体との関係をもつ。時空の制約は物自体（それ自身は現象しない）には適用されない（超越論的観念性 (transzendentale idealitat) ）。時空はそれによってのみ現象が可能となる主観的制約（経験的実在性 (empirische kealitat) ）である。そのため、見出されるはずの一切の対象に妥当すると言いうる。

### 超越論的分析論
悟性とは感性の受け取る表象によって対象を認識する能力である(B74)。悟性がそれによって多様を客観的に総合統一する規則は純粋悟性概念あるいは範疇と呼ばれる。
「判断表－範疇表」
- 量
  - 全称的（すべてのAはBである）－単一性
  - 特称的（あるAはBである）－数多性
  - 単称的（このAはBである）－全体的

- 質
  - 肯定的（AはBである）－実在性
  - 否定的（AはBでない）－否定性
  - 無限的（Aは非Bである）－制限性

- 関係
  - 定言的（AはBである）－実体性
  - 仮言的（AであればBである）－原因性
  - 選言的（AであるかBである）－相互性

- 様相
  - 問題的（AはBでありうる）－可能性
  - 主張的（AはBである）－存在性
  - 必然的（AはBでなければならない）－必然性

思惟の主観的制約である範疇に客観的妥当性を帰する権利は、経験の可能性の先天的基礎を構成する主観的源泉（下記）を解明する範疇の先天的演繹において証明される。
- 直観における覚知の総合
- 構想力における再現の総合
- 概念（統覚）における再認識の総合

経験的統覚が可能にする知覚的判断に対して必然性を付与することで、これを普遍妥当的判断に高めるものは、「私は思惟する」という表象を産出する超越論的統覚である。範疇を感性に適用する媒介となるものは図式（下記）である。
- 量においては時間系列（数）
- 質においては時間内容（時間における存在と非存在）
- 関係においては時間順序（持続・継起・同時）
- 様相においては時間総括（或時・定時・常時）

時間制約たる図式 (Schema) は先天的構想力の超越論的所産である。範疇が図式を媒介として現象に適用されることによって成立するものは先天的最高原則（下記）である。
- 量においては直観の公理（全ての直観は外延量（同種的なものの集合）である）。
- 質においては知覚の予料の公理（全ての現象において感覚の対象たる実在的な物は内包量を有する）。

- 関係においては経験の類推
  - 実体持続性の原則
  - 因果律に従った継起の原則
  - 交互作用の法則に従った共在の原則
- 様相においては経験的思惟一般の公準
  - 可能性の要請
  - 現実性の要請
  - 必然性の要請

### 超越論的弁証論
真理の論理学である分析論に対し、超越論的弁証論は仮象の論理学であるといわれる。この仮象は理性にとって不可避的かつ固有のものである。純粋理性概念あるいは理念は可能的経験の限界を超えて絶対者にまで (B436) 拡張された純粋悟性概念である。経験においては理念に完全に合致する対象が現れることは決してありえない (B384) 。理念は心・自由・神であり、定言的推理における実体性・仮言的推理における原因性・選言的推理における相互性がおのおの対応する。
第一類の弁証的推論は、まったく多様を含まない主観の超越論的概念から、この主観の絶対的統一そのものを推理する超越論的誤謬推理 (paralogismus) である。そこでは心は実体・単純・同一的・相互作用的であるといわれる。
- 実体性の誤謬推理
- 単純性の誤謬推理
- 人格性の誤謬推理
- 観念性の誤謬推理

上記の諸推理は、実体性の誤謬推理に帰着される。そこでは「心は実体である」といわれる。しかしその推論における媒概念である絶対的主語に対しては、大前提にあっては実在的主体、小前提にあっては論理的主体が意味される媒概念曖昧の虚偽が明かされる。実体が理念である限りでなければ、「心は実体である」とはいいえない（A351）。
第二類の弁証的推論は、現象一般に対する制約系列の総体性を問題とする純粋理性の二律背反 (antinomie) である。
- 注　　現象（現象一般）の構成（制約系列の総体性）を問い続けると、以下の様なふたつの矛盾する答え（二律背反）に至り、どちらが正しいか人間には判断出来ない。この為、二律背反のどちらが正しいか人間には選び取る事も、決定する事もできない。

- 量
  - 世界には時間的空間的に始まりがある。
  - 世界には時間的空間的に始まりはない。

- 質
  - 世界にあるものはすべて単純なものからなる。
  - 世界にあるものはすべて複合的である。

- 関係
  - 世界には自由による原因性がある。
  - 世界には自由なものはない。

- 様相
  - 世界原因の系列において必然的存在がある。
  - 世界における一切は偶然的である。

二律背反の解決は、あくまでも課題である理念に客観的実在性を帰する超越論的すりかえ (transzendentale Subreption) を避け、理性の原則は可能的経験を超え出る構成的原理でなく、経験をできるかぎり拡張するための統制的原理であることを認めることを必要とする。
- 注　理性を用い、世界を一つの全体と見て全体を把握（構成的原理）しようとすると２律背反に陥り、矛盾する世界が二つ出来上がる。このため、理性が全体を構成出来ると考えるのは正しくないと言う結論がでる。そうではなく、
- 理性は、単に経験を拡張する（統制的原理）事しかできないと考えるのが、理性に対し人が取る事のできる正しい態度となる。こうすれば、理性を用い推論した結果、ふたつの相反する原理（二律背反）が出て来ても、
- 理性が生みえる世界は、単なる経験の拡張にすぎず、この矛盾も当然として受け入れる事が出来る。これが理性の限界をも認める理性の正しい在り方であり、使い方（統制的原理）である。

- この様な人の認識の限界をカントが考えたのは、物自体を人が認識できないと言う、命題をカントが生み出したことが背景にある。カントの全体像は、カントを参照、悟性、理性に注意。

　
なお、量・質の二律背反は数学的、関係・様相の二律背反は力学的といわれる。後者の力学的二律背反においては、物自体と現象とを区別する限り、定立と反定立の双方が真であり、現象における経験的性格の必然性と当為における自由による原因性が両立し、また、現象の彼岸における目的の王国 (Reich der Zwecke) に関係する可想的存在者が想定される。
第三類の弁証的推論は、そのたんなる超越論的概念からすれば知られることがない諸物から一切存在体の存在体を推論する純粋理性の理想 (ideal) である。
- 実体論的証明
- 宇宙論的証明
- 自然神学的証明

上記の諸証明は、概念から最高存在の現存在を証明する実体論的証明に帰着される。神の概念は矛盾を含まないため、その存在の不可能性は先天的には証明されない。しかし経験的対象でもないため後天的にも証明されない。その存在をその概念によっていっそう知ることはなく、また、その絶対的必然性について何らかの概念を得ることもない。

### 超越論的方法論
そもそも理性の関心は下記のように区分される。
- 何をわたしは知りえるか。
- 何をわたしは為さねばならないか。
- 何をわたしは希望しうるか。

理論理性によっては与えられない理念の客観的実在性を、可想界において確立すべきものは、何が起こるべきか（当為）を主張する実践理性である。超越論的自由と自然因果性の中間に位置する実践的自由は、自由な決意性によって感性的衝動を克服する。ここで自由の理念は直接の事実として確証される (B830) 。われわれが幸福であるに値する 者であることを求める純粋道徳律は、純粋理性に由来する。純粋理性の原理に対して客観的実在性を与えるのは道徳的使用であり (B836) 、その対象である可想界に属することで心という理念は客観的実在性を獲得する。道徳的完全性が最高の幸福と結合する世界は、最高善の根源的存在者としての神という理想から派生し、来世として希望されることで道徳性の理念を実践の動機たらしめる (B841) 。
世界における道徳的使命をいかにして果たすべきかを教える道徳神学は、われわれの理性活動を指導するイデーを有するもので (B855) 、主観的にのみ確実である道徳的信に基づく。これに対し自然神学は、証明されえないが主観的には十分な根拠をもつ理論的な想定に関係する理説的信に基づく。経験の外部において純粋理性が収めえる成果は、神および来世に対する道徳的信である。ここにおいて哲学は、形而上的要求に関しては、普通人の理解力に与えられる手引き以外の何物にも到達しえないことが明らかとされる (B859) 。

## 影響史
『純粋理性批判』は、若い世代に熱狂的に迎えられた。哲学的影響は、フィヒテやシェリングといった、次の世代に及び、ドイツ観念論の成立を促した。ただし、ドイツ観念論は、カントが否定した人間理性による超越の把握に再び向かうことで、カントと方向性を別っている。
他方、当時のドイツの講壇哲学者と通俗哲学者の双方からは、『純粋理性批判』第1版は激しい批判で迎えられた。特に、カントの哲学をバークリの観念論と同一視する批判がなされた。カントは、これに反論し、自らの批判の内容を簡潔に要約した『プロレゴメナ』を著すとともに、特に感性論および統覚と構想力について述べる部分に書き換えを施し、第二版を発行した。
大規模な記述の変更が含まれるとはいえ、カントは、第一版と第二版の間には本質的な差はないものと理解していた。現代の研究者もまた、両者の間に発展を認めるものの、大筋では同じ内容に異なる表現を与えたものと解している。
カントの影響は、19世紀末には、新カント学派という形で見られた。新カント学派では、古典的物理学の認識の基礎づけという側面が強調された。
また、フッサールの現象学にも、カントの影響は及んでいる。
美学においては、『純粋理性批判』の構想力論をもとに、コンラート・フィードラーが純粋視覚を提唱した。そして、この理論は、20世紀後半のアメリカにおいて、クレメント・グリーンバーグによって、抽象表現主義を擁護するフォーマリズム批評の理論的根拠として用いられた。

## 日本語訳
『純粋理性批判』は多くの翻訳がなされ、以下が主な刊行版。
- 天野貞祐訳、旧版岩波文庫（全3巻）。のち講談社学術文庫（全4巻）
後者は現行かな表記。旧岩波版は、一穂社（大判・オンデマンド版）で再刊。
- 篠田英雄訳、岩波文庫（全3巻）- 重版多数
- 原佑訳、『カント全集 4・5・6』理想社／平凡社ライブラリー（渡邊二郎補訂、全3巻）
- 高峯一愚訳、河出書房新社「世界の大思想5　カント」
- 宇都宮芳明監訳、以文社（上・下）、2004年 - 全5名で共訳
- 有福孝岳訳、『カント全集　4・5・6巻』岩波書店、2001-2006年
- 中山元訳、光文社古典新訳文庫（全7巻）、2010-2012年
- 熊野純彦訳、作品社（全1巻）、2011年
- 石川文康訳、筑摩書房 （上・下）、2014年